# IC 1327
IC 1327 ist eine linsenförmige Galaxie vom Hubble-Typ S0-a im Sternbild Aquila. Sie ist schätzungsweise 441 Millionen Lichtjahre von der Milchstraße entfernt.
Das Objekt wurde am 19. August 1890 von dem Astronomen Sherburne Burnham entdeckt.